# Fort Capuzzo
Fort Capuzzo – fort w Libii, zbudowany przez Włochów na terenie Cyrenajki, w pobliżu granicy libijsko-egipskiej.

## Historia
Pomysł budowy linii umocnień granicznych we wschodniej Libii pojawił się po zakończeniu podboju tego kraju przez Włochów na początku lat 30. XX wieku. Ich częścią był Fort Capuzzo, wybudowany przez armię włoską pod dowództwem gen. Rodolfo Grazianiego zimą z 1930 na 1931 rok.
Podczas II wojny światowej fort był wielokrotnie na przemian zdobywany przez wojska alianckie i państw Osi. Po raz pierwszy został zdobyty w tydzień po wypowiedzeniu wojny Wielkiej Brytanii przez Włochów 10 czerwca 1940. Dokonał tego 11 Pułk Huzarów wspierany przez 4 Królewski Pułk Czołgów. Bitwy o Fort Capuzzo toczyły się m.in. podczas operacji Compass, Brevity i Crusader oraz bitwy pod Gazala. Fort został ostatecznie zdobyty przez aliantów podczas II bitwy pod Alamein.
Brytyjczycy okupowali Fort Capuzzo do uzyskania przez Libię niepodległości w 1951 roku. Po opuszczeniu kraju przez wojska brytyjskie fortyfikacje zostały porzucone i stopniowo rozpadły się.